# Pelicans
Die Pelicans sind ein finnischer Eishockeyverein aus Lahti, der in der Liiga spielt. Ihre Heimspiele absolvieren die Pelicans in der Isku Areena.

## Geschichte
Die Pelicans wurden im Jahr 1996 gegründet, bestanden aber schon vorher unter zahlreichen anderen Namen. Angefangen hat die Geschichte des Vereins im Jahr 1891, als die Viipurin Reipas gegründet wurden. Im Jahr 1950 benannten sich diese in Lahden Reipas um. 1975 benannten sie sich wieder um, diesmal in Kiekko-Reipas. Von 1989 bis 1992 spielten sie unter dem Namen Hockey-Reipas. Danach trugen sie den Namen Reipas Lahti bis zum Jahr 1996.
Aber auch die vielen Namensänderungen führten nicht zum Erfolg. Bisher konnten die Pelicans bei der finnischen Meisterschaft der SM-liiga weder Gold-, Silber-, noch Bronzemedaille gewinnen. Lediglich bei der ersten finnischen Eishockeymeisterschaft im Jahr 1928 in der SM-sarja wurden sie Meister.